# Dicranomyia (Dicranomyia) veneris
Dicranomyia (Dicranomyia) veneris is een tweevleugelige uit de familie steltmuggen (Limoniidae). De soort komt voor in het Neotropisch gebied.